# Benjamin Crump
Pour les articles homonymes, voir Crump.
Benjamin Lloyd Crump, né le 10 octobre 1969 à Lumberton (Caroline du Nord), est un avocat américain. 

## Biographie

### Carrière
Il est entre autres l'avocat des familles dans l'affaire Trayvon Martin et en 2020 dans l'affaire de la mort de George Floyd.
Le 20 avril 2021, il obtient que Derek Chauvin soit reconnu coupable du meurtre de George Floyd.